# ニューヨーク・シティ・ウォーターフォールズ

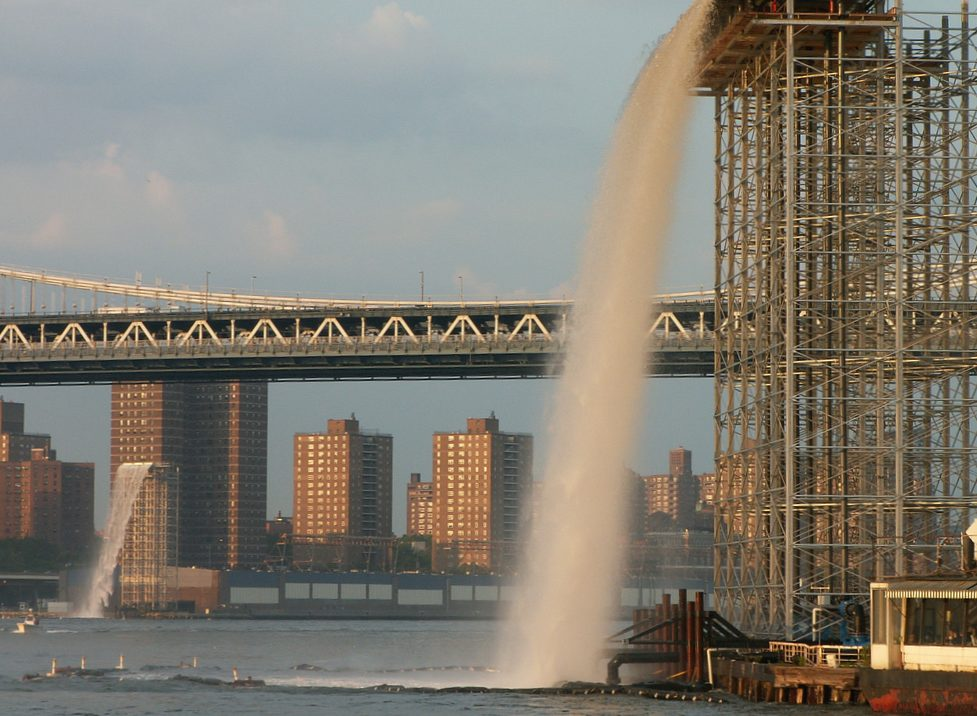
ブルックリン橋の下の滝。後ろの橋は、マンハッタン橋である

ニューヨーク・シティ・ウォーターフォールズ (英語: New York City Waterfalls) は、パブリックアート基金と協力したアーティストのオラファー・エリアソンによるパブリックアート・プロジェクトで、ニューヨーク市のイースト川沿いに配置した4つの人工滝から構成される。最も有名なものはロウアー・マンハッタンのブルックリン橋のものであった。1550万ドルの費用を費やし、クリストとジャンヌ＝クロードによるセントラル・パークのザ・ゲーツ以来、最も高価なパブリックアート・プロジェクトとなった。滝は、公式に2008年6月26日から流れはじめ、2008年10月13日までの間、午前7時から午後10時まで流れていた。また、日が暮れた後は、イルミネーションが設置されていた。

## 背景

### 位置と建設
4つの滝のために選ばれた場所は、マンハッタンの35号埠頭、ブルックリン区ダンボのブルックリン橋の下、ブルックリンの4号埠頭と5号埠頭の間、ガバナーズ島であった。

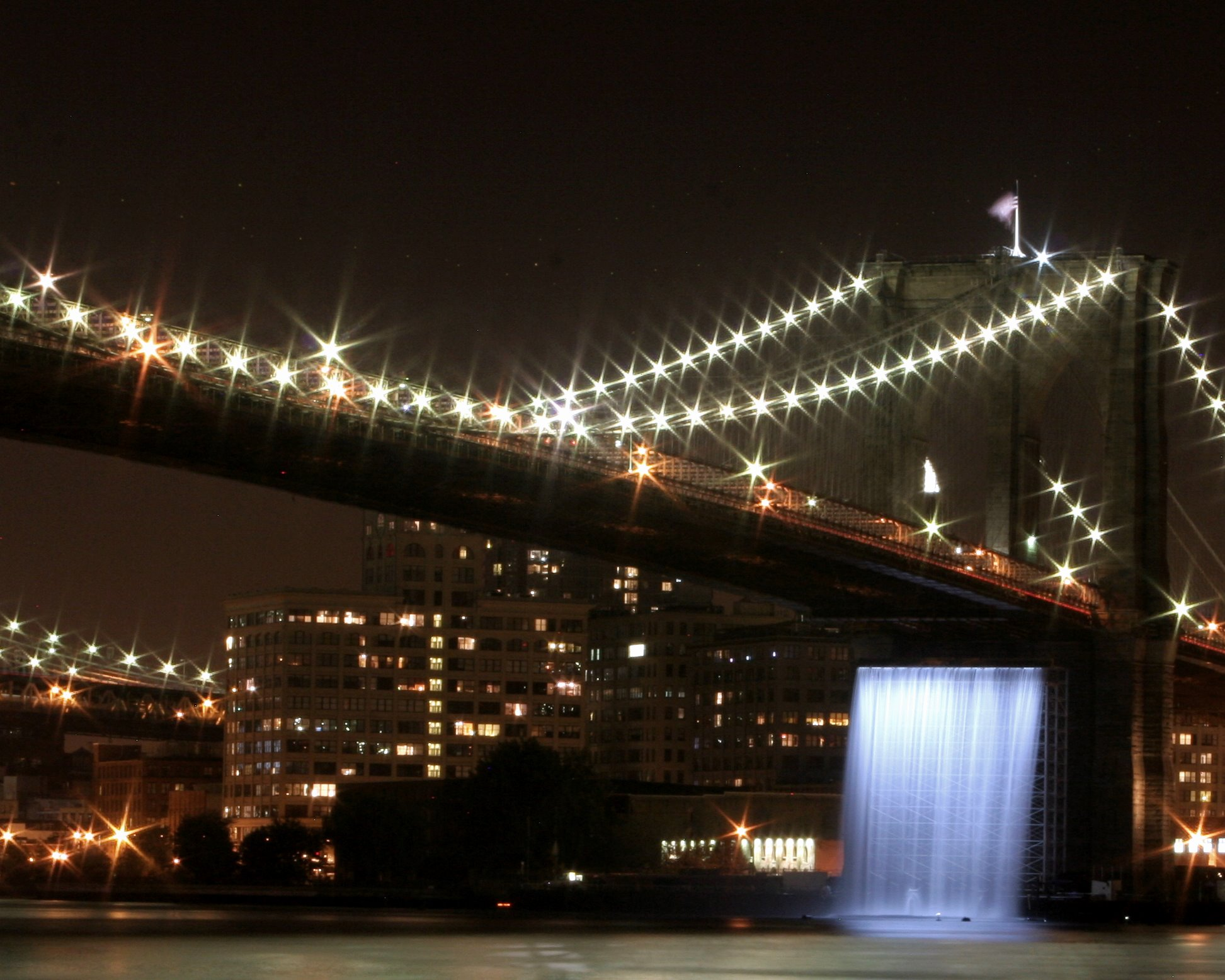
サウス・ストリート・シーポートから見たブルックリン橋の下の滝

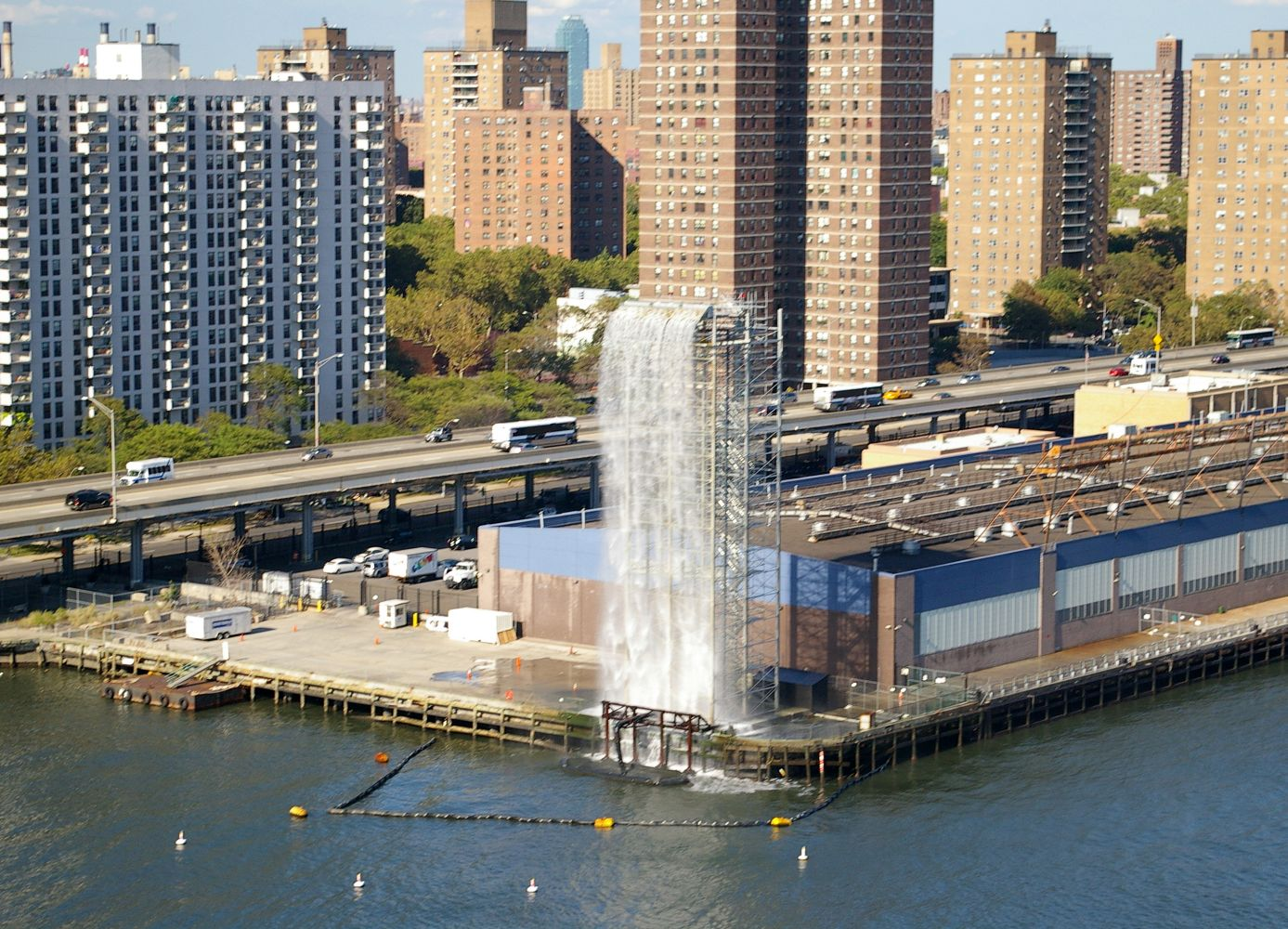
35号埠頭の滝

4つの足場を組む作業は、2008年3月中旬に始められた。ガバナーズ島の海岸においては、建設チームが杭打ち機を使用し、足場を固定した。この方法は、自動車や地下鉄用トンネルの震動など様々な理由により、他の場所では実施されなかった。完成時の足場は、合計64,000平方フィート (5,900 m2)で、270トンにもなる。エリアソンは、足場自体は周囲の都市環境に馴染むようデザインされたが、あえて隠そうとしなかったと語った。彼は「人々に、これは自然現象であり文化的なものであるとわかってほしい」と説明している。
建設には、2人の環境コンサルタントを含む、108人のそれぞれ違った仕事の人々を動員した。このインスタレーションは、環境に配慮して設計された。その例として、効率的なエネルギーのLED、再生可能エネルギーから購入されたエネルギー、滝に上る流れに水生生物が入らないようにするフィルターなどがある。プロジェクトが終わった時、資材は将来のプロジェクトで再利用可能となるよう計画されていた。

### 費用
この1500万ドルを超えるプロジェクトは、市からの資金提供はなく、完全に民間の組織、ビジネス、寄贈者によって資金調達された。ブルームバーグ市長の会社であるブルームバーグは、1350万ドルを寄付した。滝が地域経済に5500万ドルまで生み出すと見積もられ、ロウアー・マンハッタン開発公社は、200万ドルを提供した。

## 影響
運営中に、ブルックリン・プロムナードに沿った木や灌木は、強風によって公園に入り込んだ海水により、被害を受けた。これは、もともと週に101時間運営していた時間を50時間までカットすることなどで解決した。ブルックリン橋では、リバー・カフェのオーナーが、滝の風による顧客の減少と植物の交換を主張した。この損害は注目を浴び、ブルックリン・ハイツ協会が元の日付ではなくレイバー・デー後に滝を止めてくれるよう委員会に依頼するほどだった。しかしながら、これに対する反応はなかった。